# Meteorium filescens
Meteorium filescens là một loài Rêu trong họ Meteoriaceae. Loài này được (Duby) A. Jaeger miêu tả khoa học đầu tiên năm 1877.